# Colletes cyanescens
Colletes cyanescens is een vliesvleugelig insect uit de familie Colletidae. De wetenschappelijke naam van de soort is voor het eerst geldig gepubliceerd in 1836 door Haliday.